# Глазатов, Павел Фёдорович
Павел Фёдорович Глазатов (18 октября 1921, Ундольщино, Саратовская губерния — 9 мая 1976) — советский инженер-механик, конструктор хлопкоуборочных машин, лауреат Ленинской премии.

## Биография
Родился в 1921 году в деревне Путиловка (ныне — Ундольщино в Ртищевском районе Саратовской области).
Работал шофёром в тресте «Средазжилдорстрой», служил в РККА.
Окончил Ташкентский институт инженеров ирригации и механизации сельского хозяйства (1951). В 1951—1952 преподаватель Джалал-Абадской школы механизации (Киргизия).
С 1952 года конструктор, в 1960—1970-е — заместитель начальника Государственного специального КБ по машинам по хлопководству (Ташкент).
Депутат ВС УзССР 6, 7, 8 и 9 созывов, избирался заместителем председателя ВС УзССР (1973).

## Награды
- Заслуженный изобретатель УзССР (1961)
- Ленинская премия 1967 года — за разработку конструкции, серийное производство и внедрение машин в сельское хозяйство хлопкоуборочной вертикально-шпиндельной двухрядной машины.